# Skołyszyn
Skołyszyn is een dorp in het Poolse woiwodschap Subkarpaten, in het district Jasielski. De plaats maakt deel uit van de gemeente Skołyszyn.